# Železniční trať Kandřín-Kozlí – Bohumín
Železniční trať Kandřín-Kozlí – Bohumín (v polském jízdním řádu pro cestující je označena číslem 151) je významná mezinárodní železniční trať spojující uzly Kandřín-Kozlí v Polsku a Bohumín v Česku. V českém knižním jízdním řádu je přeshraniční úsek Bohumín–Chałupki zahrnut do traťových tabulek číslo 001 a 271. 

## Historie
Jako první byl dán 1. ledna 1846 do provozu úsek Cosel (dnes Kędzierzyn Koźle) – Ratibor (Racibórz), 1. května 1847 následovalo otevření úseku Ratibor – Annaberg (Chałupki). Trať mezi pruským Annabergem a rakousko-uherským Oderbergem (Bohumínem) byla dána do provozu 1. září 1848, avšak ještě bez mostu přes řeku Odru, přes kterou byla přeprava realizována pramicemi. Po dokončení výstavby mostu bylo celá trať dána do provozu 3. září 1849.